# Alexander Nützenadel
Alexander Nützenadel (* 23. August 1965 in Karlsruhe) ist ein deutscher Historiker und Hochschullehrer.

## Leben und Wirken
Alexander Nützenadel besuchte das Hölderlin-Gymnasium Heidelberg und legte 1984 das Abitur ab. Von 1984 bis 1990 studierte er Geschichte, Volkswirtschaftslehre, Informatik und Romanistik an der Georg-August-Universität Göttingen, der Freien Universität Berlin und mit einem DAAD-Stipendium an der Universität Venedig. 1992 bis 1994 weilte er mit einem Promotionsstipendium am Deutschen Historischen Institut Rom und wurde 1995 an der Philosophischen Fakultät der Universität zu Köln mit der Arbeit Landwirtschaft, Staat und Autarkie. Agrarpolitik im faschistischen Italien (1922–1943) promoviert. Von 1995 bis 2003 war er Wissenschaftlicher Assistent am Historischen Seminar der Universität zu Köln und von 2000 bis 2001 arbeitete er mit einem Feodor-Lynen-Stipendium der Alexander von Humboldt-Stiftung an der Columbia University in New York City. 2004 habilitierte er sich mit der Arbeit Stunde der Ökonomen. Wissenschaft, Politik und Expertenkultur in der Bundesrepublik 1949–1974 in Köln. 2004 bis 2005 war er am Netherlands Institute for Advanced Study in Wassenaar tätig.
2006 wurde er als Professor für Vergleichende Europäische Wirtschafts- und Sozialgeschichte an die Europa-Universität Viadrina in Frankfurt (Oder) berufen. Dort war er 2007 bis 2008 Prodekan der Kulturwissenschaftlichen Fakultät und 2008 bis 2009 Vizepräsident für Forschung. Seit 2009 ist er Professor für Sozial- und Wirtschaftsgeschichte am Institut für Geschichtswissenschaft der Humboldt-Universität zu Berlin. 2010 bis 2012 war er Mitglied im Akademischen Senat und 2013 bis 2014 Geschäftsführender Direktor des Instituts für Geschichtswissenschaften.
Ab 2008 gehörte er dem Wissenschaftlichen Beirat des Deutschen Historischen Instituts Washington an und war ab 2012 dessen Vorsitzender. Er ist Mitglied im Verband der Historiker und Historikerinnen Deutschlands und war Mitglied des Arbeitskreises für Rechtswissenschaft und Zeitgeschichte an der Akademie der Wissenschaften und der Literatur Mainz.
Seit 2013 ist er Sprecher der Unabhängigen Historikerkommission zur Aufarbeitung der Geschichte des Reichsarbeitsministeriums in der Zeit des Nationalsozialismus. Er ist Mitherausgeber der Zeitschriften Neue Politische Literatur und Journal of Modern European History sowie der Reihe Kritische Studien zur Geschichtswissenschaft.

## Auszeichnungen
- 1995: Offermann-Hergarten-Preis der Universität zu Köln für seine Dissertation Landwirtschaft, Staat und Autarkie
- 2006: René-Kuczynski-Preis für Wirtschaftsgeschichte für das Buch Stunde der Ökonomen[3]
- 2006: Offermann-Hergarten-Preis der Universität zu Köln für seine Habilitationsschrift Stunde der Ökonomen

## Schriften
- Landwirtschaft, Staat und Autarkie. Agrarpolitik im faschistischen Italien (1922–1943) (= Bibliothek des Deutschen Historischen Instituts in Rom. Band 86). Dissertation. Universität zu Köln 1995. Niemeyer, Tübingen 1997, ISBN 3-484-82086-1.
- Stunde der Ökonomen. Wissenschaft, Politik und Expertenkultur in der Bundesrepublik 1949–1974 (= Kritische Studien zur Geschichtswissenschaft. Band 166). Habilitationsschrift. Universität zu Köln 2004. Vandenhoeck & Ruprecht, Göttingen 2005, ISBN 3-525-35149-6.
- mit Werner Plumpe, Catherine R. Schenk: Deutsche Bank. Die globale Hausbank 1870–2020. Propyläen, Berlin 2020, ISBN 978-3-549-10016-5.

Herausgeberschaft
- mit Sabine Behrenbeck: Inszenierungen des Nationalstaats. Politische Feiern in Italien und Deutschland seit 1860/71 (= Kölner Beiträge zur Nationsforschung. Band 7). SH, Köln 2000, ISBN 3-89498-071-0.
- mit Christof Dipper, Lutz Klinkhammer: Europäische Sozialgeschichte. Festschrift für Wolfgang Schieder (= Historische Forschungen. Band 68). Duncker & Humblot, Berlin 2000, ISBN 3-428-09843-9.
- mit Wolfgang Schieder: Zeitgeschichte als Problem. Nationale Traditionen und Perspektiven der Forschung in Europa (= Geschichte und Gesellschaft. Sonderheft 20). Vandenhoeck & Ruprecht, Göttingen 2004, ISBN 3-525-36420-2.
- mit Christoph Strupp: Taxation, State, and Civil Society in Germany and the United States from the 18th to the 20th Century. Nomos, Baden-Baden 2007, ISBN 978-3-8329-2818-6.
- mit Frank Trentmann: Food and Globalization. Consumption, Markets and Politics in the Modern World. Berg, Oxford/New York 2008, ISBN 978-1-84520-678-9.
- mit Andreas Fahrmeir, Jens Ivo Engels: Geld – Geschenke – Politik. Korruption im neuzeitlichen Europa (= Historische Zeitschrift. Beiheft 48). Oldenbourg, München 2009, ISBN 978-3-486-58847-7.
- mit Christian Grabas: Industrial Policy in Europe after 1945. Wealth, Power and Economic Development in the Cold War. Palgrave Macmillan, Basingstoke 2013, ISBN 978-1-349-46074-8.
- Bureaucracy, Work and Violence. The Reich Ministry of Labour in Nazi Germany, 1933–1945. Berghahn, Oxford/New York 2020, ISBN 978-1-78920-458-2.